# Mouvements (recueil)
Pour les articles homonymes, voir Mouvement.
Mouvements est un recueil composé d'un poème et de 64 dessins de Henri Michaux, paru pour la première fois en 1952. 
C'est la première œuvre d'une série où Michaux insère des signes qui se retrouvent dans d'autres ouvrages comme Par la voie des rythmes (1974), Saisir (1979) et Par des traits (1984). Selon un article de Nina Parish, « les signes de Michaux sont composés dans le but de rendre ces différents mouvements dans une forme visuelle au sein de l’espace littéraire » et le poète chercherait à « rendre le dynamisme du corps à travers la ligne ». Ainsi, Michaux ne se limite pas aux mots, il chercherait à rendre sa poésie visuelle à travers une incarnation.

## Le mouvement, le sujet et le monde
Selon Marine-Aline Villard, Michaux propose « un mode kinesthésique d’accès au monde » dont le récit est présent dans la postface de Mouvements, au moment où il communique son expérience de créations de signes à l'encre de Chine.

## La présence du corps et le mouvement
Comme l'écrit Nina Parish, les signes sont des « allusions perpétuelles à la forme humaine » ; elle cite également un passage de Mouvements :
Homme arc-bouté
homme au bond
homme dévalant

homme pour l’opération éclair
N. Parish y relève la répétition du mot « homme » qui suggère que les signes ont forme humaine. De plus, le mouvement de forme est donné par la variation des termes qui caractérisent cet homme. Or, ces formes humaines sont pour N. Parish « intangibles » dans la mesure où elles s'expriment par les « sons » et les « états physiques ».

## Mise en scène
La compagnie Marie Chouinard a présenté une adaptation des Mouvements de Henri Michaux : Mouvements et Gymnopédies. Dans cette mise en scène, les signes de Michaux sont utilisés comme décor. Dans un passage du ballet, on peut voir des hommes et des femmes en costume noir qui dansent au rythme très soutenu d'une musique qui pourrait s'apparenter à du hard rock.